# Присекин, Тимофей Зотович
Тимофе́й Зо́тович Присе́кин (1911—1944) — участник Великой Отечественной войны, командир отделения 605-го стрелкового полка (132-я стрелковая дивизия, 47-я армия, 1-й Белорусский фронт), сержант. Герой Советского Союза.

## Биография
Родился в 1911 году в селе Двуречки Российской империи, ныне Грязинского района Липецкой области, в семье крестьянина. Русский.
Образование начальное. Работал в колхозе.
В Красной Армии с 1941 года. В действующей армии — с июля 1941. Участвовал в освобождении Украины и Белоруссии. Начинал службу рядовым красноармейцем, затем стал сержантом.
Командир отделения 605-го стрелкового полка сержант Тимофей Присекин в боях под городом Ковель (Волынская область Украины) 18 июля 1944 года поднял бойцов в атаку, первым ворвался во вражескую траншею, уничтожив много гитлеровцев и захватив 4 орудия. В последующих боях отделение под его командованием успешно переправлялось через реки Вижевка и Западный Буг. При форсировании реки Западный Буг 19 августа 1944 года Присекин погиб смертью храбрых.
Был похоронен в деревне Ляховизна Тлеушского уезда Варшавского воеводства (Польша). Позже был перезахоронен на мемориальном кладбище в Варшаве.

### Семья
- Жена — Любовь Евдокимовна (поженились в 1937 году).
- Дочери — Галина (род. 1938) и Вера (род. 1940).

## Награды
- Указом Президиума Верховного Совета СССР от 24 марта 1945 года сержанту Присекину Тимофею Зотовичу посмертно присвоено звание Героя Советского Союза.
- Награждён орденом Ленина и медалями.

## Память
- Имя Присекина увековечено в Липецке на площади Героев.
- В селе Двуречки организован музей всех Героев, родившихся в селе.
- В г. Грязи Липецкой области есть улица, названная именем Тимофея Присекина.